# Ypthima moenus
Ypthima moenus är en fjärilsart som beskrevs av Hans Fruhstorfer 1911. Ypthima moenus ingår i släktet Ypthima och familjen praktfjärilar. Inga underarter finns listade i Catalogue of Life.